# 진돗개 경보
진돗개 경보는 진돗개의 이름을 따서 만든 대한민국의 경보로, 북한의 무장공비나 특수부대원 등이 대한민국에 침투했을 때, 부대에서 탈영병이 발생했을 때 등 국지적 위협 상황이 일어났을 때 발령되는 단계별 경보 조치이다.
진돗개 경보가 발령될 경우에는 군대는 물론 경찰력도 동원된다. 평상시에는 '진돗개 셋'이 발령되어 있으며, 위협상황의 발생 가능성이 높을 때는 '진돗개 둘'이 발령돼 군대와 경찰이 비상 경계 태세에 들어간다. 위협상황이 실제 일어난 것으로 판단되는 경우 가장 높은 단계의 경계조치인 '진돗개 하나'가 발령되며 군대와 경찰은 다른 임무가 제한되고 명령에 의해 지정된 지역에서 수색 및 전투를 수행한다.

## 수준
- 진돗개 셋 (평상시) :평상시 상태를 나타낸다.[3]
- 진돗개 둘 (중간단계) : 북한 무장간첩의 침공이 예상되거나 , 군대에서 탈영병이 발생할 경우 발령된다.[4]
- 진돗개 하나 (최고 경계태세) : 최고 비상 경계 태세. 군, 경찰, 예비군이 최우선으로 지정된 지역에 출동한다.[3]

## 같이 보기
- 전투준비태세 (DEFCON)
- 정보감시태세 (WATCHCON)
- 국방정보방호태세 (INFOCON)

## 참고
- 김형원, 軍이 발령한 '진돗개 하나'는 최고경계태세, 《조선닷컴》, 2010.11.23
- 배소진, 연평도 北도발 '진돗개하나' 발령…'실질적 전시상태'(12보), 《머니투데이》, 2010.11.23
- 조경찬, 한-미 연합사령부 ‘워치콘‘ 상향 조정…北 도발 지역 ‘진돗개 하나‘ 발령 《스타투데이》2015.8.21